# أم2 برادلي
أم\أم32 برادلي (بالإنجليزية: M2/M3 Bradley Fighting Vehicle) هي مركبة مشاة قتالية أمريكية الصنع، وهي تحمل اسم الجنرال عمر برادلي. وهي في طور الخدمة في كل من الولايات المتحدة الأمريكية والمملكة العربية السعودية.

## خصائصها
يبلغ وزن الإم2 برادلي 30,4 طن وطولها 6,55 م وعرضها 3,6 م وارتفاعها 2,98 م. تبلغ سرعتها 66 كم/س. ويتألف طاقمها من 3 أفراد وحمولتها 6 جنود. للمدرعة قدره عالية على القتال والمناورة ودقة الإصابة من الطلقة الأولى كما انها توفر حماية كبيرة للطاقم ويوجد فيها البرج وهو يحتوي على جميع الأسلحة ويدور 360 درجة.

## مشاركتها في الحروب
شاركت البرادلي في حربي الخليج الثانية والثالثة وكان عدد العربات المدمرة بكل منهما 20 ثم 55 (حتى بداية 2006)
شاركت في التدخل العسكري في اليمن

## المستخدمون

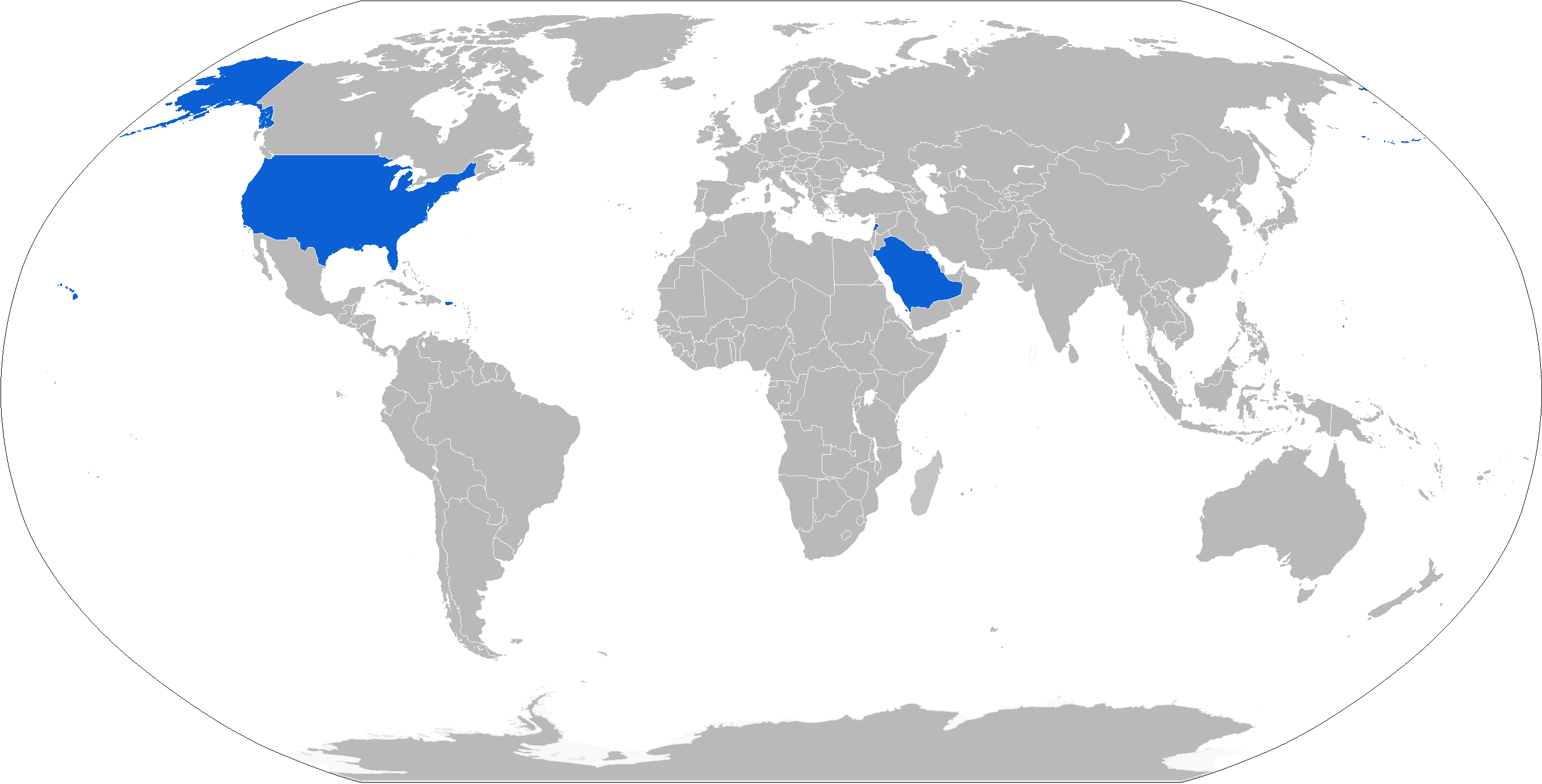

تستخدم المدرعة من قبل اربع دول فقط:
- الولايات المتحدة
- السعودية
- لبنان
- أوكرانيا (50 تسلم)

### مستخدم محتمل
- العراق [1]

## وصلات خارجية
- برادلي على موقع الجيش الأمريكي (بالإنجليزية)
- برادلي أم2\أم3 على موقع أرمي تكنولوجي (بالإنجليزية)